# Puchberg am Schneeberg
Puchberg am Schneeberg is een gemeente in de Oostenrijkse deelstaat Neder-Oostenrijk, gelegen in het district Neunkirchen (NK). De gemeente heeft ongeveer 2700 inwoners. Puchberg am Schneeberg heeft een oppervlakte van 83,17 km². Het ligt in het oosten van het land, ten zuidwesten van de hoofdstad Wenen. De plaats is vooral bekend als startpunt van de Schneebergbahn, een tandradspoorweg naar de Schneeberg.

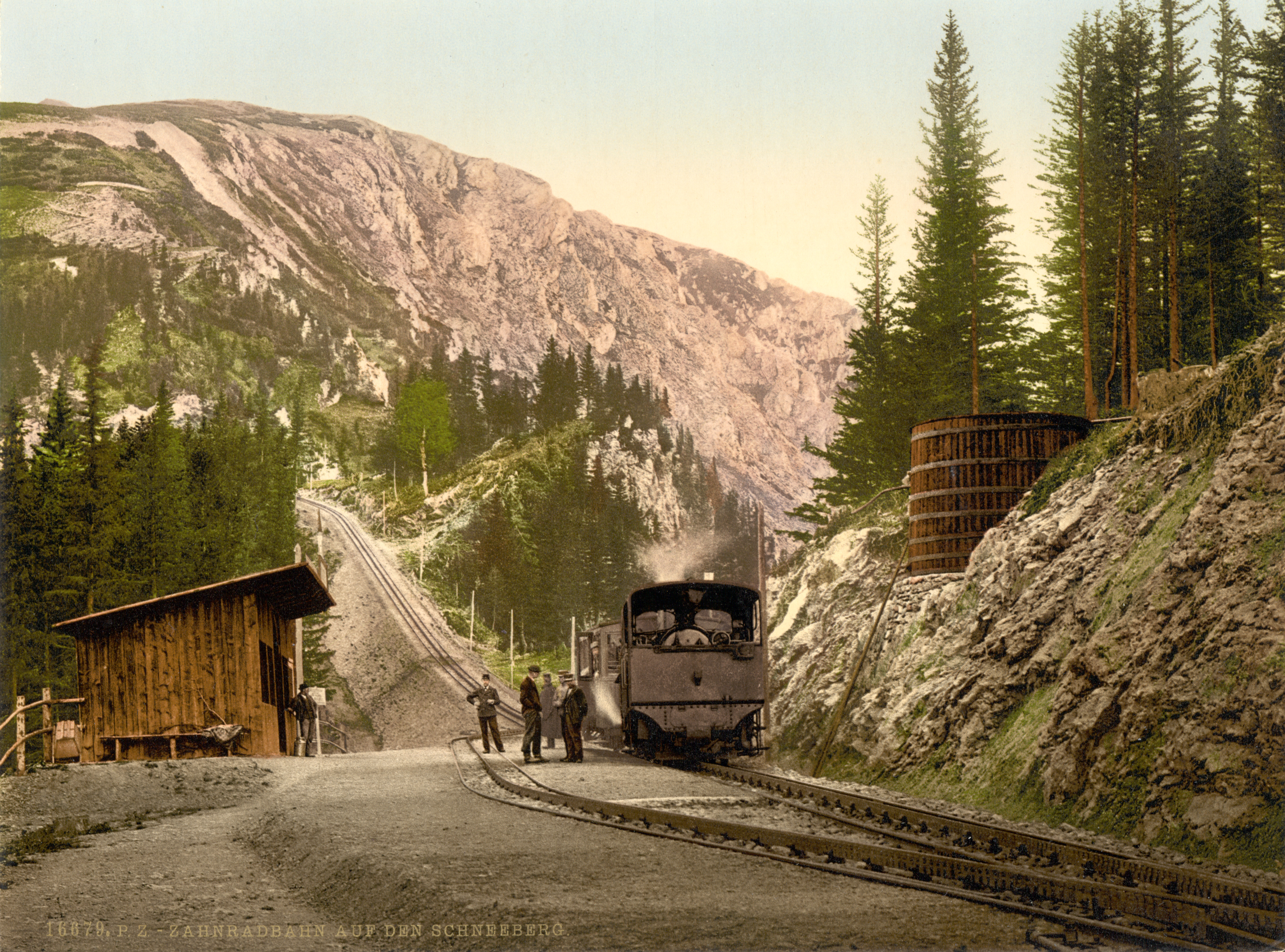
Schneebergbahn in 1900

## Wittgenstein

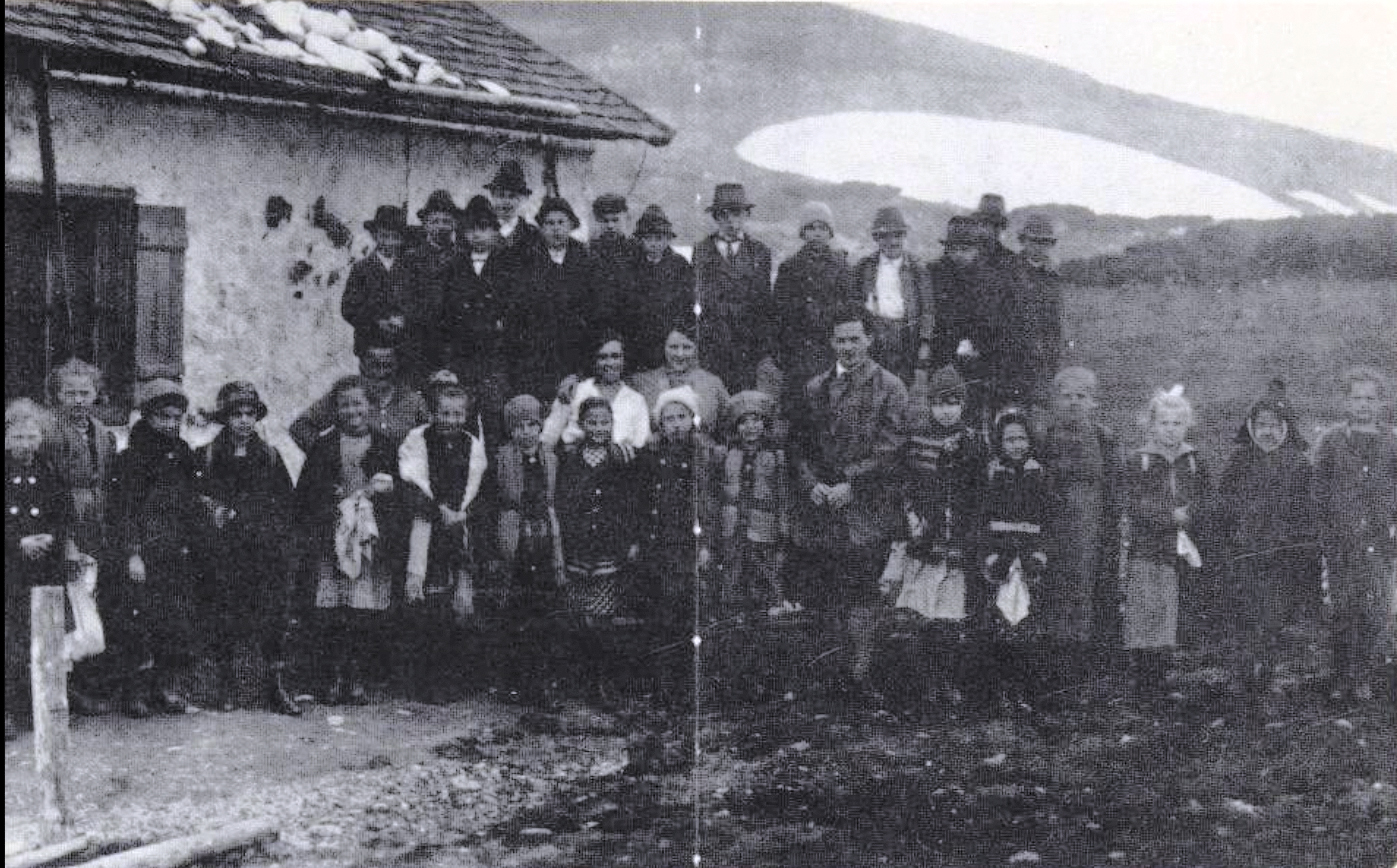
Ludwig Wittgenstein met zijn leerlingen

In de jaren 1922-1924 was Ludwig Wittgenstein onderwijzer aan de dorpsschool.
Altendorf · Aspang-Markt · Aspangberg-Sankt Peter · Breitenau · Breitenstein · Buchbach · Bürg-Vöstenhof · Edlitz · Enzenreith · Feistritz am Wechsel · Gloggnitz · Grafenbach-Sankt Valentin · Grimmenstein · Grünbach am Schneeberg · Höflein an der Hohen Wand · Kirchberg am Wechsel · Mönichkirchen · Natschbach-Loipersbach · Neunkirchen · Otterthal · Payerbach · Pitten · Prigglitz · Puchberg am Schneeberg · Raach am Hochgebirge · Reichenau an der Rax · Scheiblingkirchen-Thernberg · Schottwien · Schrattenbach · Schwarzau am Steinfeld · Schwarzau im Gebirge · Seebenstein · Semmering · Sankt Corona am Wechsel · Sankt Egyden am Steinfeld · Ternitz · Thomasberg · Trattenbach · Warth · Wartmannstetten · Willendorf · Wimpassing im Schwarzatale · Würflach · Zöbern
- Gemeinsame Normdatei: 4406480-9
- Library of Congress Control Number: n98083800
- MusicBrainz: 91d6f000-1e47-4675-8119-098879c167ab
- Nationale Bibliotheek van Tsjechië: ge756312
- Nationale Bibliotheek van Israël: 987007538052105171
- Virtual International Authority File: 238105476